# Tradescantia valida
Tradescantia valida là một loài thực vật có hoa trong họ Commelinaceae. Loài này được G.Brückn. miêu tả khoa học đầu tiên năm 1932.